# Lietuvos skaučių seserija
Lietuvos skaučių seserija (LSSes; Litevský dívčí skauting) je skautská dívčí organizace v Litvě. Dívčí skauting v Litvě vznikl v roce 1918, v roce 1940 byl zakázán Sovětským svazem a poté byl obnoven v roce 1989.
Organizace se v roce 2008 stala členem World Association of Girl Guides and Girl Scouts. V roce 2005 měla 1 300 členek.
Má silné vazby na litevské skauty v exilu v USA a Kanadě.
Heslo skautek je Budek, přeloženo jako Buď připraven.
Znak organizace obsahuje Lotrinský kříž.